# Лавассааре (волость)
Ла́вассааре (ест. Lavassaare vald) — до жовтня 2013 року волость (ест. vald) в Естонії, колишня адміністративна одиниця повіту Пярнумаа.

## Географічні дані

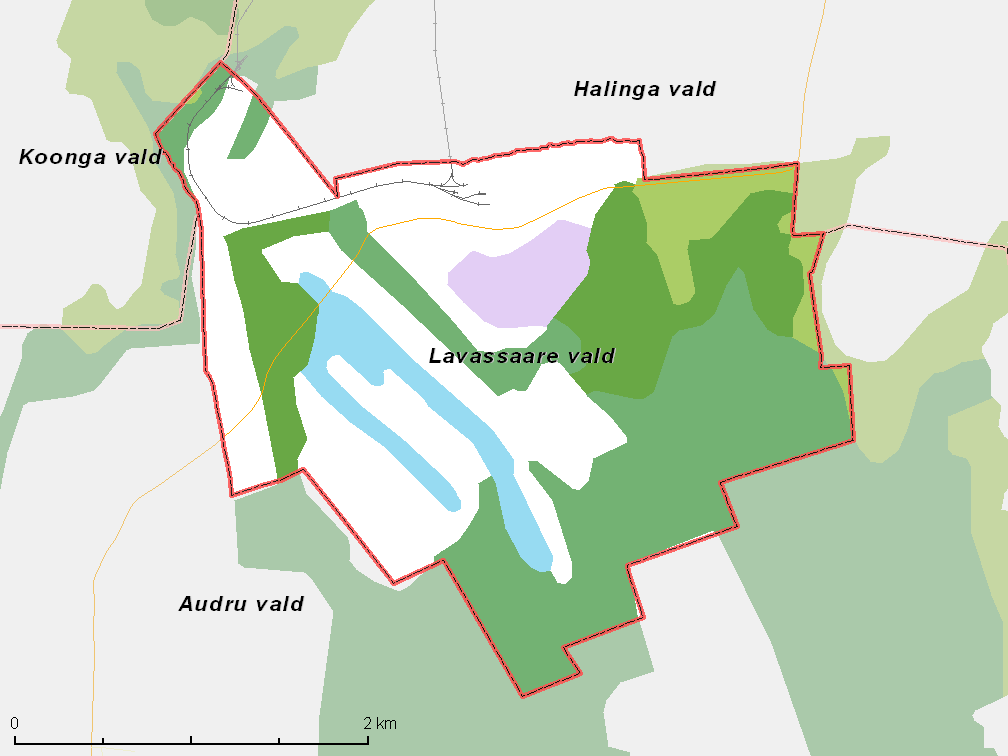
Територія волості

Площа волості — 8 км2, чисельність населення на 1 січня 2013 року становила 457 осіб.

## Населені пункти
Адміністративний центр — містечко Лавассааре (ест. Lavassaare alev).

## Історія
19 грудня 1991 року містечко Лавассааре отримало статус волості.
26 жовтня 2013 року волость Лавассааре була скасована, а її територія приєднана до волості Аудру.